# Dąbczyn (Ciechanowiec)
Dąbczyn – peryferyjna część miasta Ciechanowca w powiecie wysokomazowieckim w województwie podlaskim. Położona jest w jego ekstremalnie południowej części, na wysokości Ciechanowczyka, wzdłuż drogi do Perlejewa.
Dawniej była to wschodnia część wsi Dąbczyn.